# Gordon Campbell (político)
Gordon Campbell (nacido el 12 de enero de 1948) es un político canadiense. 
Es el exPrimer ministro de Columbia Británica y miembro del Partido Liberal de Columbia Británica.